# Pocrí (huyện)
Huyện Pocrí là một huyện (distrito) thuộc tỉnh Los Santos ở Panama. Theo điều tra dân số năm 2000, huyện này có dân số 3397 người. Huyện Pocrí có diện tích 280 km². Huyện lỵ đóng tại Pocrí.